# Флокоаса (Кантемірський район)
Флокоаса (рум. Flocoasa) — село в Кантемірському районі Молдови. Входить до складу комуни з адміністративним центром у селі Чобалакчія.

## Населення
За даними перепису населення 2004 року у селі проживали 684 особи.
Національний склад населення села:
| Національність | Кількість осіб |
| -------------- | -------------- |
| молдавани      | 662            |
| болгари        | 10             |
| гагаузи        | 4              |
| українці       | 3              |
| росіяни        | 2              |
| поляки         | 1              |
| інші           | 2              |
| Всього         | 684            |